# Ereteken van Verdienste van de stad Amsterdam
Het Ereteken van Verdienste van de stad Amsterdam is een onderscheiding die wordt uitgereikt aan personen die zich gedurende 25 jaar onbezoldigd hebben ingezet voor een Amsterdamse vereniging, stichting of instelling.

## Ontvangers (niet volledig)
- 1999 - Jos Harm, inzet voor scouting[2]
- 2001 - André Hazes, zanger[3]
- 2007 - Willeke Alberti, zangeres en actrice[4]
- 2007 - Piet Römer, acteur[5]
- 2008 - Petra en Cees Holtkamp, eigenaren van de patisserie Holtkamp[6]
- 2009 - Zusters Augustinessen van Sint-Monica[7]
- 2010 - Kitty Courbois, actrice[8]
- 2010 - René Froger, zanger[9]
- 2010 - Ger Lataster, kunstschilder[10]
- 2010 - Wim Teulings, voorzitter ASV Arsenal[11]
- 2011 - Clark Accord, schrijver[12]
- 2011 - Hans Duijf, initiatiefnemer van het Prinsengrachtconcert[13]
- 2011 - Theo Inniger, initiatiefnemer van het Prinsengrachtconcert[14]
- 2012 - F. Starik, coördinator van Poule des Doods, dichters bij begrafenissen van eenzaam overledenen[15]
- 2012 - Jannie Smit, voor haar inzet voor de stichting Bewegen voor Ouderen, waarvoor ze gymnastieklessen geeft.[16][17]